# Blade Runner (franchise)
Pour les articles homonymes, voir Blade Runner.
 Pour plus de détails, voir Fiche technique et Distribution
Blade Runner est une franchise américaine de science-fiction issue du roman de 1968 intitulé Les androïdes rêvent-ils de moutons électriques ?(Do Androids dream of Electric Sheep?) de Philip K. Dick, à propos du personnage Rick Deckard. Le livre a été adapté à plusieurs médias, notamment des films, des bandes dessinées, une pièce de théâtre et un feuilleton radiophonique.
La première adaptation cinématographique est Blade Runner, réalisé par Ridley Scott en 1982. Bien que le film ait initialement un succès mitigé au box-office américain, il devient un classique et a une influence considérable sur la science-fiction. Un développement sous forme de romans et une adaptation en Comics du film ont été publiés la même année. De 1995 à 2000, K. W. Jeter, un ami de Dick, écrit trois romans servant de suites à Blade Runner et au roman original.
Blade Runner 2049, la suite du film Blade Runner, est réalisé en 2017. À l'occasion du 30e anniversaire de Blade Runner en 2012, un court métrage est diffusé. Plusieurs autres courts métrages précédant la sortie de Blade Runner 2049 détaillant les événements survenus entre 2019 et 2049 sont publiés.
L'influence de la franchise a contribué à donner naissance au genre cyberpunk. 

## Œuvres

### Romans
- Les androïdes rêvent-ils de moutons électriques ? (1968), un roman de Philip K. Dick  (parfois réédité sous le titre Blade Runner à la suite du succès du film) ;
- Blade Runner, une série de romans de K. W. Jeter qui fait suite au film de Ridley Scott :
  - Blade Runner 2: The Edge of Human (1995).
  - Blade Runner 3: Replicant Night (1996).
  - Blade Runner 4: Eye and Talon (2000).

### Films
- Blade Runner (1982), un film de Ridley Scott avec deux versions notables :
  - The Director's Cut (1992) ;
  - The Final Cut (2007).
- Blade Runner 2049 (2017), un film de Denis Villeneuve, suite du film de 1982.

### Courts métrages
- 2036: Nexus Dawn (2017), un court métrage servant de préquelle au long métrage Blade Runner 2049 ;
- 2048: Nowhere to Run (2017), un court métrage servant de préquelle au long métrage Blade Runner 2049 ;
- Blade Runner Black Out 2022 (2017), un court métrage d'animation servant de préquelle au long métrage Blade Runner 2049 et réalisé par Shin'ichirō Watanabe.

### Séries
- Blade Runner: Black Lotus (2021), une série animée américano-japonaise se passant après le film de 1982.
- Blade Runner 2099, une série produite par Ridley Scott pour Prime Video.

### Comics
- Blade Runner, une série de comics tirés du film et du roman :
  - A Marvel Comics Super Special: Blade Runner (1982) ;
  - Do Androids Dream of Electric Sheep? (2009) ;
  - Dust to Dust (2010) ;
  - Blade Runner 2019 (2019);
  - Blade Runner 2029 (2020);
  - Blade Runner 2039 (2022);
  - Blade Runner : Origins (2021);
  - Blade Runner Black Lotus : Leaving LA (2022).

### Jeux vidéo
- Blade Runner (1985), un jeu vidéo sorti en 1985, légèrement inspiré du film Blade Runner ;
- Blade Runner (1997), un jeu vidéo sorti en 1997, qui s'inspire à la fois du film et du roman ;
- Blade Runner: Revelations (2018), un jeu vidéo sorti en 2018, en réalité virtuelle ;
- Blade Runner 2033: Labyrinth, un jeu vidéo développé par Annapurna Interactive se déroulant entre Blade Runner et Blade Runner 2049.

### Jeux de société
- Blade Runner,  un jeu de rôle édité par Free League Publishing, version française par Arkhane Asylum Publishing.

### Bandes originales
- Blade Runner (1982), la bande originale du film Blade Runner, composée par Vangelis ;
- Blade Runner (1997), la bande originale du jeu vidéo de 1997 composée par Frank Klepacki sur la base des compositions de Vangelis ;
- Blade Runner 2049 (en) (2017), la bande originale du film Blade Runner 2049, composée par Hans Zimmer et Benjamin Wallfisch.